# Ricania berezovskii
Ricania berezovskii är en insektsart som beskrevs av Melichar 1902. Ricania berezovskii ingår i släktet Ricania och familjen Ricaniidae. Inga underarter finns listade i Catalogue of Life.